# Kanton (heraldyka)
Kanton – w heraldyce i w weksylologii figura zaszczytna w górnym lewym lub prawym rogu tarczy herbowej lub flagi. W polskim blazonowaniu zwany też narożnikiem.
Kanton ma postać niewielkiego, kwadratowego, lub prostokątnego pola umieszczanego w górnym rogu tarczy (najczęściej prawym heraldycznym, czyli z punktu widzenia użytkownika tarczy). Jest wyraźnie mniejszy od ćwiartki powstałej przy podziale tarczy czwórdzielnie w krzyż. W teorii winien zajmować 1/3 pola głowicy, czyli 1/9 pola tarczy, w praktyce nie zawsze jest to przestrzegane. Z wyjątkiem sytuacji, gdy kanton jest pierwotnym elementem herbu, nie musi przestrzegać zasady naprzemiennego umieszczania kolorów i metali.
W heraldyce angielskiej, kanton umieszczany jest zawsze na wszelkich innych elementach, z wyjątkiem bordiury, jeśli ta udostajnia herb. Oznacza to, że może nawet całkiem zasłonić figurę, która wszakże jest zawsze wymieniana w blazonie herbu. Gładki zazwyczaj kanton jest elementem dodawanym często do herbu osoby, która na mocy królewskiego przywileju,  przyjęła herb rodziny, z którą nie była spokrewniona. Z kolei kanton po lewej uszczerbiał herb syna z nieprawego łoża.

Kanton
Ćwiartka
Kanton po prawej
Kanton po lewej

W weksylologii – górne czołowe (tzn. znajdujące się u góry przy drzewcu) pole płata flagi. Przykłady współczesnych flag z kantonami:

Flaga Republiki Chińskiej, w kantonie białe słońce na błękitnym tle
Flaga Grecji, w kantonie Krzyż grecki
Flaga Australii, w kantonie Union Jack
Flaga Samoa, w kantonie Krzyż Południa
Flaga USA, w kantonie 50 białych gwiazd